# Olivier Monterrubio
Olivier Monterrubio (Gaillac, 8 agosto 1976) è un ex calciatore francese, di ruolo attaccante.

## Carriera
Dopo aver iniziato a giocare in squadre locali, debutta da professionista nel FC Nantes nel 1996. Si impone definitivamente nel calcio francese nella stagione 1998/99, al termine del quale vince la Coppa di Francia realizzando il rigore che decide l'incontro a favore dei Canaris. La vittoria in Coppa gli permette di debuttare nella Coppa Uefa della stagione successiva in cui realizza due reti allo Ionikos nel primo turno della competizione, da cui il Nantes viene poi eliminato dall'Arsenal. Un infortunio frena la sua ascesa nel 2000, ma si riprende rapidamente conquistando la Ligue 1 del 2000/01, sotto la conduzione di Raynald Denoueix.
Dopo aver vinto il titolo nazionale si trasferisce al Rennes. Il periodo iniziale è difficile per lui che, arrivato dal Nantes grande rivale del Rennes, è bersaglio di insulti dai tifosi e le sue prestazioni sono mediocri. Nonostante questo primo periodo riesce a diventare un giocatore molto apprezzato anche nella nuova società.
Durante i cinque anni e mezzo che passa in Bretagna, realizza 38 reti in 199 gare e si afferma come un giocatore fondamentale per la squadra, formando insieme a Alexander Frei una coppia d'attacco molto prolifica ed indossando la fascia di capitano nella stagione 2005/06.
Il suo contratto con il club bretone viene prolungato fino al 2009, in modo da partecipare al progetto dei dirigenti di fondare una squadra di alto valore, ma dopo qualche partita il manager Pierre Dréossi non lo schiera più titolare. Abbandona così la squadra durante il mercato invernale e firma per il Lens, dove rimpiazza Olivier Thomert che fa il cammino inverso.
Il 31 gennaio 2007 inizia la nuova avventura con la nuova maglia del Lens e riesce ad imporsi immediatamente. Con l'arrivo di Kanga Akalé che ricopre il suo stesso ruolo il suo posto viene messo in discussione, ma rimane comunque nella squadra prolungando il contratto di un anno e cercando di conquistarsi il posto da titolare nella squadra di Jean-Pierre Papin. Riesce a sorpassare il compagno africano e si impone come un titolare indiscutibile dei sang et or, tornando ad essere uno dei migliori trequartisti del campionato e capocannoniere del Lens con 9 reti. Purtroppo questo non basta ad evitare la retrocessione in Ligue 2 alla fine della stagione 2007/08
Il 3 giugno 2008 i dirigenti del Lens lo lasciano libero di scegliere una nuova destinazione, ed il 12 luglio si accorda con gli svizzeri del Sion.
Il 29 giugno 2009 torna nel campionato francese nel Lorient. Nel luglio 2011, alla scadenza del suo contratto, decide di ritirarsi dall'attività agonistica.

## Palmarès

### Club
- Coppa di Francia: 2

Nantes: 1998-1999, 1999-2000
- Supercoppa francese: 1

Nantes: 1999
- Campionato francese: 1

Nantes: 2000-2001

### Individuale
- Trophées UNFP du football: 1

Miglior giovane della Division 1: 1999